# دهاوي أومبونماها
دهاوي أومبونماها (بالتايلندية: ทวี อัมพรมหา) (مواليد 15 نوفمبر 1959) هو ملاكم تايلاندي، مثّل بلاده في الألعاب الأولمبية الصيفية 1984.

## روابط خارجية
دهاوي أومبونماها على موقع اللجنة الأولمبية الدولية (الإنجليزية)
- دهاوي أومبونماها على موقع أوليمبيديا (الإنجليزية)